# Henrik Flöjt
Carl Henrik Flöjt (* 24. Mai 1952 in Kajaani; † 26. September 2005 ebenda) war ein finnischer Biathlet.
Flöjt gewann mit Esko Saira, Juhani Suutarinen und Heikki Ikola als Startläufer die Silbermedaille mit der 4 × 7,5-km-Staffel bei den Olympischen Winterspielen 1976 in Innsbruck. 1975 wurde er mit der finnischen Staffel 4 × 7,5-km-Weltmeister. Bei den Biathlon-Weltmeisterschaften 1976 in den nichtolympischen Disziplinen belegte er im Sprint Platz 5. National gewann er 1975 den Titel im Sprint und wurde auf dieser Strecke zwei Jahre später Dritter. Zudem gewann er 1972 und 1975 die Staffeltitel. Sein Bruder Heikki Flöjt war auch Biathlet.